# Anzelmo Canterburyjski
Anzelmo Canterburyjski (eng. Anselm of Canterbury; Aosta, 1033. – Canterbury, Kent, 21. travnja 1109.), talijanski svetac, crkveni naučitelj, benediktinski redovnik, srednjovjekovni filozof, teolog i nadbiskup Canterburya od 1093. do 1109. godine.
Smatra se osnivačem skolastike, zbog istaknutog mjesta koje u njegovoj teologiji zauzima razum. Dok je djelo njegovog jedinog velikog prethodnika, Eriugene, sadržavalo previše spekulativnih i mističnih elemenata za dosljednog skolastičkog učenjaka, u Anzelma nailazimo na klasične karakteristike skolastičke teološke misli: priznanje veze razuma i objave te pokušaje, da se razradi racionalan sustav vjere. Valja ipak reći da Anzelmov pristup u njegovo doba nije bio naročito utjecajan, te da se i on sam ograđivao od naučavanja katedralnih škola. Čuven je i po ontološkom argumentu o postojanju Boga. Otvoreno se suprotstavljao križarskim ratovima. 

## Životopis
Rođen je najvjerojatnije 1033. u Aosti u plemićkoj obitelji. Nakon majčine smrti tumarao je Burgundijom i Francuskom te u dobi od 26 godina odlazi u Bec u Normandiji. Kod tamošnjeg opat benediktinskog samostana Lafranca, izučava dijalektiku (logika) i gramatiku.
Godine 1070. Lafranc postaje nadbiskup Canteburrya te ga Anzelmo nasljeđuje na mjestu opata 1078. godine.
Kao uvjet, da bude nadbiskup Anzelmo je zahtijevao, da kralj vrati sva oduzeta crkvena imanja i da prizna papu Urbana II., koji je tada bio u sukobu s protupapom Klementom III. Kralj je samo djelomično pristao vratiti imanja. Anzelmo je smatrao kako mora od pape dobiti pal da bi mogao valjano naviještati u gradu. Kralj to nije odobravao, pa je Anzelmo sazvao veliki skup svećenika. Oni su smatrali, kako mora poslušati kralja. Engleski svećenici su financijski ovisili od kralja, pa su bili na njegovoj strani. Kralj Vilim II. Riđi se u međuvremenu uspio pomiriti s papom.
Nakon godinu dana ponovno su izbile nove nevolje s kraljem. Anzelmo je tražio kraljevo odobrenje, da ide u Rim na savjetovanje. Kralj mu je to jedva dozvolio, pa je Anzelmo u listopadu 1097. krenuo za Rim. Vilim II. Riđi je odmah preuzeo crkvene prihode. Na velikom koncilu u Bariju, Anzelmo je branio doktrinu o Duhu Svetomu, po čemu se Katolička Crkva razlikovala od Pravoslavne. Kada se Anzelmo pokušao vratiti u Englesku, kralj mu nije dozvoljavao. Kada je Vilim II. Riđi ubijen 1100., Henrik I. postao je kralj i odmah je pozvao Anzelma u Englesku. Henry I. je također zahtijevao da Anzelmo nastavi biti nadbiskup od Canterburyja.
U Canterburyju umire 1109. godine.

## Djela
Godine 1076. napisao je svoje prvo filozofsko djelo „Monologion” (Razgovor sa samim sobom). Nakon toga slijedili su:  „Proslogion” (Nagovor ili Oslov Boga, 1077./78.), „De veritate” (O istini), „De libertate arbitrii” (O slobodi odlučivanja) i „De casu diaboli” (O padu đavola, 1085.).
Polemičkom poslanicom protiv Roscelinova troboštva „Epistola de incarnatione Verbi” (Poslanica o utjelovljenju Riječi, 1092. i 1094) završava prvi dio Anselmovog djelovanja u Becu.
Nakon što je postao biskup, njegova djela više obrađuju teološku tematiku; „Cur Deus homo” (Zašto je Bog postao čovjekom, 1094.–1097.), „O izlaženju Duha Svetoga” (De processione Spiritus sancti, 1102.) i „O usklađenosti Božjeg predznanja, predodređenja i milosti sa slobodnim odlučivanjem” (De concordia praescientiae, praedestinationis et gratiae Dei cum libero arbitrio, 1107./1108.).

### Knjige
- Kušar, Stjepan. 2015. Anselmo Canterburyski. Filozofija u srednjemu vijeku (PDF). Matica hrvatska. Zagreb. str. 128–141
- Jurišić, Oliver. 2016. Anzelmov ontološki argument kao test promjene stava o vjeri u dijalogu između Anzelma i bezumnika: Od prvog do četvrtog poglavlja Proslogiona. Vrhbosnensia. Univerzitet u Sarajevu – Katolički bogoslovni fakultet. Sarajevo. 20 (1): 81–102